# Sacrifices of War
Pour plus de détails, voir Fiche technique et Distribution.
Sacrifices of War (en chinois : 金陵十三釵, Jin líng shí san chai), est un drame historique sino-hongkongais coproduit et réalisé par Zhang Yimou et sorti le 16 décembre 2011. Le film raconte l'histoire d'un Américain (Christian Bale) ayant pour mission d'embaumer le prêtre blanc d'un couvent. Il est cependant pris au piège lors du conflit sino-japonais de 1937 et se retrouve involontairement maître et protecteur du couvent. Le film est tiré du livre The 13 Women of Nanjing de Geling Yan, inspiré du journal intime de Minnie Vautrin. Il est à sa sortie le film le plus cher de l'histoire du cinéma chinois avec un budget de 94 millions de dollars.

## Synopsis
En 1937 durant la bataille de Nankin en Chine, un thanatopracteur américain (Christian Bale) se prépare à enterrer le prêtre blanc d'un couvent catholique de la ville. Seul occidental, il ne prête guère attention au conflit qui se déroule autour de lui. D'abord voulant rejoindre la Zone de sécurité de Nankin, il se retrouve malgré lui à protéger les jeunes orphelines du couvent. C'est à l'arrivée de prostituées cherchant refuge des exactions de l'armée impériale japonaise qu'il va petit à petit s'immerger dans ce combat militaire et psychologique et défendre ce couvent, sans rester insensible à la douce Yu Mo (Ni Ni). Entre-temps, ces femmes de différentes vertus apprennent à cohabiter au sein d'une même cathédrale.

## Fiche technique
- Titre : Sacrifices of War[1] (titre en France)
- Titre québécois : Les Fleurs de la guerre
- Titre original : 金陵十三釵 (Jin líng shí san chai)
- Autre titre : The Flowers of War (titre dans les pays anglo-saxons)
- Titres de travail : Nanjing Heroes / 13 Flowers of Nanjing
- Réalisation : Zhang Yimou
- Scénario : Heng Liu d'après The 13 Women of Nanjing de Geling Yan
- Direction artistique : Yohei Taneda
- Décors : Yoshihito Akatsuka
- Costumes : William Chang et Graciela Mazón
- Photographie : Zhao Xiaoding
- Son :
- Montage : Peicong Meng
- Musique : Qigang Chen

- Production : William Kong, David Linde, Zhang Weiping et Zhang Yimou
- Société(s) de production : Beijing New Picture Film, EDKO Film et New Picture Company
- Société(s) de distribution :
- Budget : 94 000 000 $
- Pays d’origine :  Chine/ Hong Kong
- Langue : Wu/anglais/japonais/mandarin

- Format : Couleurs - 35mm - 2.35:1 - Son Dolby numérique
- Genre cinématographique : drame
- Durée : 145 minutes
- Date de sortie :
- Chine : 16 décembre 2011 /  Hong Kong : 19 janvier 2012
- France : 18 mars 2015 (en DVD)
- Interdit aux moins de 12 ans

## Distribution
- Christian Bale (VF : Bruno Choël) : John Miller
- Ni Ni : Yu Mo
- Zhang Xinyi (VF : Clara Quilichini) : Shu Juan
- Huang Tianyuan (VF : Gabriel Bismuth-Bienaimé) : George
- Paul Schneider (VF : Eric Marchal) : Terry
- Tong Dawei (VF : Thibaut Belfodil) : le major Li
- Shigeo Kobayashi : le lieutenant Kato
- Atsuro Watabe (en) (渡部篤郎) : le colonel Hasegawa
- Cao Kefan : M. Meng
- Tenma Shibuya : Fuguan

Voix additionnellesMarion Huguenin

## Nominations
Le film a été sélectionné dans la catégorie Meilleur film en langue étrangère pour la Chine aux 84e Academy Awards mais il n'a pas été retenu pour la sélection finale. Il a reçu une nomination pour le 69e Golden Globe Awards. Le 6e Asian Film Awards a nommé le film sous différentes catégories, dont Meilleur film.

## Autour du film
Le film n'est pas sorti en France où il n'a pas trouvé de distributeur. Il a seulement été projeté lors du 7e festival du film chinois de Paris.
Avec un budget de 94 millions de dollars, c'est le film chinois le plus cher de l'histoire du cinéma chinois à sa sortie en 2011.
Il est sorti en VàD le 17 mars 2015 et en DVD Blu-ray le 18 mars 2015 sous le titre Sacrifices of War, chez TF1 Vidéo.
Dans la VF, les voix en Japonais, Mandarin et Anglais sont toutes doublées en français.
La traduction française du roman de Geling Yan est quant à elle sortie chez Flammarion en 2013 sous le titre Fleurs de guerre (trad. Chantal Chen-Andro).